# بخش لورل (شهرستان هاکینگ، اوهایو)
بخش لورل (به انگلیسی: Laurel Township) یک منطقهٔ مسکونی در ایالات متحده آمریکا است که در شهرستان هوکینگ، اوهایو واقع شده‌است.
 بخش لورل ۹۹٫۳ کیلومتر مربع مساحت و ۱٬۱۶۶ نفر جمعیت دارد و ۳۴۱ متر بالاتر از سطح دریا واقع شده‌است.